# Gresham (Wisconsin)
Gresham és una població dels Estats Units a l'estat de Wisconsin. Segons el cens del 2000 tenia 575 habitants.

## Demografia
Segons el cens del 2000, Gresham tenia 575 habitants, 233 habitatges, i 143 famílies. La densitat de població era de 194,7 habitants per km².
Dels 233 habitatges en un 32,2% hi vivien nens de menys de 18 anys, en un 41,2% hi vivien parelles casades, en un 15% dones solteres, i en un 38,6% no eren unitats familiars. En el 34,3% dels habitatges hi vivien persones soles el 17,6% de les quals corresponia a persones de 65 anys o més que vivien soles. El nombre mitjà de persones vivint en cada habitatge era de 2,47 i el nombre mitjà de persones que vivien en cada família era de 3,14.
Per edats la població es repartia de la següent manera: un 29,9% tenia menys de 18 anys, un 7,3% entre 18 i 24, un 27,8% entre 25 i 44, un 18,4% de 45 a 60 i un 16,5% 65 anys o més.
L'edat mediana era de 34 anys. Per cada 100 dones de 18 o més anys hi havia 86,6 homes.
La renda mediana per habitatge era de 26.635 $ i la renda mediana per família de 33.125 $. Els homes tenien una renda mediana de 27.841 $ mentre que les dones 20.536 $. La renda per capita de la població era de 13.740 $. Aproximadament el 8,8% de les famílies i l'11,4% de la població estaven per davall del llindar de pobresa.

## Poblacions més properes
El següent diagrama mostra les poblacions més properes.